# Campionati del mondo di ciclismo su strada 2019 - Gara in linea maschile Junior
La gara in linea maschile Junior dei Campionati del mondo di ciclismo su strada 2019 si svolse il 26 settembre 2019 nel Regno Unito, con partenza da Richmond ed arrivo ad Harrogate, su un percorso di 148,1 km. Lo statunitense Quinn Simmons vinse la gara con il tempo di 3h38'04" alla media di 40,749 km/h, argento all'italiano Alessio Martinelli e a completare il podio l'altro statunitense Magnus Sheffield.
Presenti alla partenza 120 ciclisti, dei quali 72 completarono la gara.

## Squadre partecipanti
| N.    | Cod. | Squadra       |
| ----- | ---- | ------------- |
| 1-4   | BEL  | Belgio        |
| 5-9   | GER  | Germania      |
| 10-14 | USA  | Stati Uniti   |
| 15-19 | FRA  | Francia       |
| 20-24 | ITA  | Italia        |
| 25-29 | NOR  | Norvegia      |
| 30-34 | DEN  | Danimarca     |
| 35-39 | NED  | Paesi Bassi   |
| 40-44 | GBR  | Gran Bretagna |
| 45-46 | UKR  | Ucraina       |
| 47-51 | CZE  | Cechia        |
| 52-55 | CAN  | Canada        |
| 56-57 | FIN  | Finlandia     |
| 58-60 | KAZ  | Kazakistan    |
| 61-64 | ESP  | Spagna        |
| 65-66 | JPN  | Giappone      |
| 67-69 | THA  | Thailandia    |
| 70-74 | NZL  | Nuova Zelanda |
| 75-76 | COL  | Colombia      |
| 77-79 | SWE  | Svezia        |
| 80-82 | EST  | Estonia       |

| N.      | Cod. | Squadra     |
| ------- | ---- | ----------- |
| 83-84   | RWA  | Ruanda      |
| 85-87   | LUX  | Lussemburgo |
| 88-90   | SLO  | Slovenia    |
| 91-92   | IRL  | Irlanda     |
| 93      | AUS  | Australia   |
| 94      | BRA  | Brasile     |
| 95-96   | MEX  | Messico     |
| 97-98   | RUS  | Russia      |
| 99-100  | LTU  | Lituania    |
| 101-102 | SVK  | Slovacchia  |
| 103-104 | SUI  | Svizzera    |
| 105-106 | LAT  | Lettonia    |
| 107-108 | AUT  | Austria     |
| 109-110 | CHI  | Cile        |
| 111-112 | RSA  | Sud Africa  |
| 113-114 | PRT  | Portogallo  |
| 115-116 | POL  | Polonia     |
| 117     | ISR  | Israele     |
| 118-119 | CRO  | Croazia     |
| 120     | URU  | Uruguay     |

## Ordine d'arrivo (Top 10)
| Pos. | Corridore          | Squadra     | Tempo    |
| ---- | ------------------ | ----------- | -------- |
| 1    | Quinn Simmons      | Stati Uniti | 3h38'04" |
| 2    | Alessio Martinelli | Italia      | a 56"    |
| 3    | Magnus Sheffield   | Stati Uniti | a 1'31"  |
| 4    | Enzo Leijnse       | Paesi Bassi | s.t.     |
| 5    | Gianmarco Garofoli | Italia      | s.t.     |
| 6    | Vegard Stokke      | Norvegia    | s.t.     |
| 7    | Alfred George      | Regno Unito | a 1'45"  |
| 8    | Frederik Wandahl   | Danimarca   | s.t.     |
| 9    | Jakub Boucek       | Cechia      | s.t.     |
| 10   | Milan Paulus       | Belgio      | s.t.     |